# Grap
Een grap, of een fopje, is een vrolijk verteld verhaal (mop), een speelse handeling met een verrassende wending, zoals een practical joke, of een humoristisch element in een voorstelling, verhaal, film, lied, boek of andere publicatie. Dit is te gebruiken in een situatie waar mensen wel wat vrolijks kunnen gebruiken.
Soms is een leugen bedoeld als grap

## Zie verder
- 1 aprilgrap
- Aangever
- Easter egg
- Ironie
- Running gag
- Sarcasme
- Zeugma (stijlfiguur)